# 维基兔子洞
维基兔子洞（英語：Wiki rabbit hole）是读者在浏览维基百科和其他Wiki站点时，从一个话题导航到另一个话题的学习途径。此概念亦有维基黑洞（wiki black hole）、维基洞（wikihole）之称。洞的比喻来自《爱丽丝梦游仙境》，书中爱丽丝的冒险从跟随白兔进入洞穴开始。

## 解释
当人们在维基百科之外的地方觀看影片时，许多人会到维基百科上进一步了解他们所观看的内容，然后进入维基兔子洞，浏览那些与他们开始的地方渐行渐远的话题。显示维基百科文章之间关系的图表，展示了读者可以从一个條目浏览到另一个條目的途径。

## 影响
维基媒体基金会发表过关于读者如何进入兔子洞的若干研究，当中一项研究发现“学习新知”是人们访问维基百科最主要的动机。作为维基百科15周年庆祝活动的一部分，维基百科的用户在社交媒体上分享了他们的兔子洞经历。有些人上维基百科是为了寻找兔子洞的乐趣。探索兔子洞是维基竞赛的一部分。